# Рондинини, Паоло Эмилио
Паоло Эмилио Рондинини (итал. Paolo Emilio Rondinini; 1617, Рим, Папская область — 16 сентября 1668, там же) — итальянский куриальный кардинал. Епископ Ассизи с 5 мая 1653 по 16 сентября 1668. Кардинал-дьякон с 13 июля 1643, с титулярной диаконией Санта-Мария-ин-Аквиро с 31 августа 1643 по 14 мая 1655. Кардинал-дьякон с титулярной диаконией Сан-Джорджо-ин-Велабро с 14 мая 1655 по 6 марта 1656. Кардинал-дьякон с титулярной диаконией Санта-Мария-ин-Козмедин с 6 марта 1656 по 30 апреля 1668. Кардинал-священник с титулом церкви Сант-Эузебио 30 апреля по 16 сентября 1668.